# Central Bank of Lesotho
Die Central Bank of Lesotho (Sesotho Banka e Kholo ea Lesotho; deutsch etwa Zentralbank von Lesotho) ist die Zentralbank des im südlichen Afrika gelegenen Königreich Lesotho. Sie hat ihren Sitz in der Hauptstadt Maseru und wurde 1978 gegründet.

## Gouverneure
- Kobeli Molemohi, 1979–1982 im Amt
- Stefan Schönberg, 1982–1985
- Erik Lennart Karlsson, 1985–1988
- Anthony Maruping, 1988–1998
- Stephen Swaray, 1998–2001
- Motlatsi Matekane, 2001–2006
- Moeketsi Senaoana, 2007–2011
- Retselisitsoe Matlanyane, 2012–2022
- Emmanuel Letete, seit 2022